# A Wilderness of Error (série de televisão)
A Wilderness of Error (bra: Uma Imensidão de Erros: O Caso de Jeffrey MacDonald) é uma série documental de true crime de cinco partes do FX, que estreou em 25 de setembro de 2020, dirigida pelo produtor de filmes indicado ao Oscar, Marc Smerling. É baseado no livro A Wilderness of Error: The Trials of Jeffrey MacDonald, de Errol Morris.

## Premissa
A série examina o caso de Jeffrey MacDonald, um cirurgião do Exército acusado de assassinar sua esposa e duas filhas em 17 de fevereiro de 1970. Ele foi condenado pelo crime em 29 de agosto de 1979 e está preso desde 1982. No entanto, MacDonald pode ser inocente.

## Elenco

### Principal
- Chris Cartusciello como Freddy Kassab
- Clay Boulware como Joe McGinniss
- John Morgan como Jeffrey MacDonald
- Logan Stewarns como Jeffrey MacDonald
- Roger Hervas como Foreman
- Bryan King como Detective Prince Beasley
- Gina Mazzara como Helena Stoeckley

### Recorrente e convidado
- Audrey Nita Bennett como Mildred Kassab
- Catherine Dawson como Helena Stoeckley
- Paul Spriggs como Jeffrey MacDonald
- James Trenton como Bernie Segal
- Kalyn Altmeyer como Colette MacDonald
- Avery Ilardi como Kimberly MacDonald
- Clyde Drew como Bobby Jones
- Ryan Lee Dunlab como Agente da CDI, Mike Pickering
- Vince Eisenson como Agente da CDI, Peter Kearns
- Frank Failla como Detetive Butch Madden
- Nick Dietz como Coronel Warren Rock
- Dan Lerner como Chefe da CID, Franz Grebner
- Cliff LoBrutto como Dennis Meehan
- Rashid Helper como Vernoy Kennedy
- Mark Daly como William Berryhill
- And Palladino como Jimmy Friar
- Hugo Salazar Jr. como Agente da CDI, Hagan Rossi
- Rick J. Koch como Juiz Franklin Dupree
- Edwin Bacher como Eddie Sigmon
- Joy Bridenbaker como Kathryn MacDonald

## Episódios
| N.º | Título                             | Exibição original      | Audiência nos EUA (milhões) |
| --- | ---------------------------------- | ---------------------- | --------------------------- |
| 1   | "Girl in a Floppy Hat"             | 25 de setembro de 2020 | 0.284                       |
| 2   | "A Time of Suspicion"              | 25 de setembro de 2020 | 0.162                       |
| 3   | "Should the Jury Find..."          | 25 de setembro de 2020 | 0.162                       |
| 4   | "When a Narrative Becomes Reality" | 2 de outubro de 2020   | 0.260                       |
| 5   | "A Wilderness of Error"            | 2 de outubro de 2020   | 0.193                       |

## Produção
Em abril de 2020, o produtor de cinema indicado ao Oscar, Marc Smerling, atuou como diretor da série.

## Lançamento
A Wilderness of Error estreou no FX em 25 de setembro de 2020. O primeiro trailer oficial foi lançado pelo FX em 30 de julho de 2020. Na América Latina, a série foi lançada exclusivamente no Star+ em 31 de agosto de 2021.[carece de fontes?]